# Галайты
Галайты́ (чечен. ГӀалайтӀе) — село в Ножай-Юртовском районе Чеченской Республики. Административный центр Галайтинского сельского поселения.

## География
Село расположено у границы Чечни с Дагестаном, на правом берегу реки Аксай, в 14 км к северо-западу от районного центра — Ножай-Юрт, в 77 км к юго-западу от города Грозный и в 18 км к юго-западу от Хасавюрта.
Ближайшие населённые пункты: на севере — село Тухчар, на северо-востоке — село Гамиях, на востоке — сёла Зориотар и Барчхойотар, на юго-востоке — сёла Банайюрт и Ямансу, на юге — Замай-Юрт, на юго-западе — село Мескеты и на северо-западе — село Ишхой-Юрт.

## История

### В древности
В период с 1961 по 1965 годы В. И. Марковин проводил археологические исследования в данном регионе, в ходе которых были обнаружены и изучены различные памятники. К ним относится Галайтинский 1-й могильник, Галайтинское городище, а также каменные антропоморфные изваяния – стелы, найденные в населённых пунктах Галайты, Мескеты, Замай-Юрт и Гордали.
В 1974 году известный чеченский археолог и специалист по Кавказу М. Х. Багаев обнаружил могильник скифского периода в окрестностях селения Галайты. В 1974 и 1985 годах он провел на этом объекте стационарные археологические раскопки. В ходе первой экспедиции было найдено четыре антропоморфные стелы, а в ходе второй — ещё пять, которые датируются VI—V веками до нашей эры. В 1977 году в районе второго могильника Галайты М. Х. Багаев выявил два поселения, материалы которых соответствуют времени данного могильника.
В местности Цинци-Берд, на северо-западной окраины села, у мощного обрыва на правом берегу реки Аксай, расположено Галайтинское городище. Восточная часть памятника возвышается на 50—70 м. Здесь, вероятно, была цитадель (150х80х70 м), от неё сохранились только отдельные камни, из которых, видимо, была выложена оборонительная стена. Керамика, собранная с поверхности городища, относится к раннему средневековью (черноглиняные черепки со стоящими или сильно перегнутыми венчиками, край которых часто украшен косыми вдавлениями; обломки чернолощенных мисок с венчиком загнутым внутрь; фрагменты крупных ручек овального сечения с врезами на внешней стороне.

### Период выселения
С 1944 по 1958 года, в период выселения чеченцев и упразднения Чечено-Ингушской АССР, село носило название — Новый Чиркей.

## Население
| 1990  | 2002  | 2010  | 2012  | 2013  | 2014  | 2015  |
| ----- | ----- | ----- | ----- | ----- | ----- | ----- |
| 1300  | ↗1660 | ↗1895 | ↗1972 | ↗2011 | ↗2095 | ↗2167 |
| 2016  | 2017  | 2018  | 2019  | 2020  | 2021  | 2023  |
| ↗2221 | ↗2249 | ↗2304 | ↗2354 | ↗2371 | ↘2178 | ↗2232 |
| 2024  |       |       |       |       |       |       |
| ↗2280 |       |       |       |       |       |       |

Национальный состав
По данным Всероссийской переписи населения 2010 года:
| № | Национальность | Численность, чел. | Доля    |
| - | -------------- | ----------------- | ------- |
| 1 | чеченцы        | 1880              | 99,21 % |
| 2 | другие         | 15                | 0,79 %  |